# フレデリク6世 (デンマーク王)
フレデリク6世（Frederick VI, 1768年1月28日 - 1839年12月3日）は、デンマーク王（在位：1808年 - 1839年）、ノルウェー王（在位：1808年 - 1814年）。

## 生涯
クリスチャン7世と王妃カロリーネ・マティルデの子。即位前は父王のもとで摂政（1784年- 1808年）を務めた。父は統合失調症と疑われる重大な精神的障害を抱えており、在位中を通してほとんど国政に関わらなかった。
その治世の間、フレデリクは宰相アンドレアス・ペーター・フォン・ベルンシュトルフの補佐によって、1788年の農奴制廃止を含む、広範な自由主義改革を行った。彼の治世には英国との中立輸送に関する不一致による幾つかの危機に直面した。この結果、英国は1801年と1807年にデンマーク艦隊に攻撃をする結果となった。前者の攻撃は「コペンハーゲンの海戦」として知られている。
王妃は従姉でヘッセン＝カッセル家出身のマリーである。デンマーク王室、イギリス王室とも関わりのあるドイツ諸侯の娘であった。2人は1790年に結婚し、8人の子供をもうけた。最年少はウィルヘルミネ王女で後のフレデリク7世の王妃である。しかし息子たちはいずれも早世し、彼の死後は従弟のクリスチャン8世が王位を継承した。
スウェーデンの王家が1809年に断絶の兆しが見えると、フレデリクも次期スウェーデン国王に選ばれることに関心を示した。フレデリクは実際に、カルマル同盟以後のスウェーデンの独立を達成したグスタフ1世の血統を母から受け継いだ、デンマーク＝ノルウェーの最初の君主であった。ところが、フレデリクの義理の兄弟のアウグストはジャン・ベルナドット元帥を承諾した。スウェーデン国民がそう望み、またフランス皇帝ナポレオン1世も認可した以上、フレデリクも諦めざるを得なかった。またフレデリク自身にも直系の後継者がいないことも影響していた。
ナポレオン戦争の期間中、彼は中立を維持しようとした。しかし、イギリスによるコペンハーゲン砲撃の結果として、ナポレオンとの同盟に追い込まれた 。ナポレオンのロシア遠征の失敗後、連合国はデンマークに第六次対仏大同盟への参加を求めたが、王はそれを拒否した。多くのデンマーク史家はこれを王の頑迷さや無能やナポレオンへの誤った忠誠の産物だとするが、近年の研究では再評価する見解も出ている。王が立場を変えなかったのは、穀物輸入に依存しているという弱点のあるノルウェーを守るためで、ノルウェーに対するスウェーデンの領土的野心も影響していたとする。王は、戦争は大規模な国際会議（依然としてナポレオンが大きな発言権を残している）で終わることになり、そこでデンマークの国益、特にノルウェーに関するそれが守られると予想していた。
1814年の敗戦によってキール条約が結ばれ、デンマークはノルウェーを失った。フレデリクは、王太子時代の自由主義の考えを諦めつつ、権威主義的で反動主義的な路線を実行した。全ての反対の検閲と抑圧は国の悪い経済状態ともに彼の治世を幾分暗くした。王自身が全体的に「長老」と良い意味での専制君主と言ってもである。1830年代からは経済不況は少し和らぎ、1834年から王は議会開設による民主的刷新をしぶしぶながら受け入れることになった。彼以降、北欧で唯一残された絶対王政は収縮していき、民主化へと緩やかに進行する。
フレデリク6世は天文学のパトロンとして知られており、1832年には「ゴールドメダル賞」を望遠鏡による彗星の発見者に授与することを提唱している。彼の後継者も1850年までこれを受け継いだ。この賞は第一次シュレースヴィヒ＝ホルシュタイン戦争によって廃止された。

## 子女
王妃マリーとの間には8人の子供があったが、成人したのは娘2人だけだった。
- クリスチャン（1791年）
- マリー・ルイーセ（1792年 - 1793年）
- カロリーネ（1793年 - 1881年） - 父の従弟フェアディナン王子（クリスチャン8世の弟）と結婚した。
- ルイーセ（1795年）
- クリスチャン（1797年）
- ユリイェーネ・ルイーセ（1802年）
- フレゼリゲ・マリー（1805年）
- ヴィルヘルミーネ・マリー（1808年 - 1891年） - 最初、又従弟のフレデリク王子（後のフレデリク7世）と結婚したが離婚し、次にグリュックスブルク公カール（クリスチャン9世の長兄）と再婚した。

愛妾フレゼリゲ・ダネマンとの間には4人の庶子をもうけ、いずれもダネマン伯爵（夫人）の姓を与えられた。
- ルイーセ・フレゼリゲ・ダネマン（1810年 - 1888年） - 1836年にWilhelm von Zachariaeと結婚。
- カロリーネ・アウグスタ・ダネマン（1812年 - 1844年） - 1837年にAdolf Frederik Schack von Brockdorffと結婚。
- フレゼリク・ヴィルヘルム・ダネマン（デンマーク語版）（1813年 - 1888年）
- フレゼリク・ヴァルデマー・ダンネマン（1819年 - 1835年）